# Tenedi Josep
Tenedi Josep (en llatí Tenedius Josephus) fou un jurista romà d'Orient de dubtosa existència.
És mencionat per Antoni Agustí i Albanell a Constitutionum graecarum codicis Justiniani imperatoris, collectio et interpretatio com la persona a la que s'atribuí Πρόχειρον Βασιλικῶν κατὰ στοιχεῖον,  Prochiron incerti, ordine literarum, sive Josephi Tenedii obra compilada el 969, i com a autor de  o Synopsis Minor Basilicorum. Les dues obres són una sinopsi alfabètica de diversos llibres de la Basilica una obra jurídica de Lleó VI el Filòsof que incorpora un gran nombre de lleis i constitucions (codis) anteriors. La raó per la qual aquesta segona obra li és assignada no es coneix.